# Helena Siekierska
Helena Siekierska ps. „Lusia” (ur. 29 lutego 1920 w Poznaniu, zm. 8 stycznia 1943 tamże) – harcerka, łączniczka ZWZ-AK.

## Życiorys

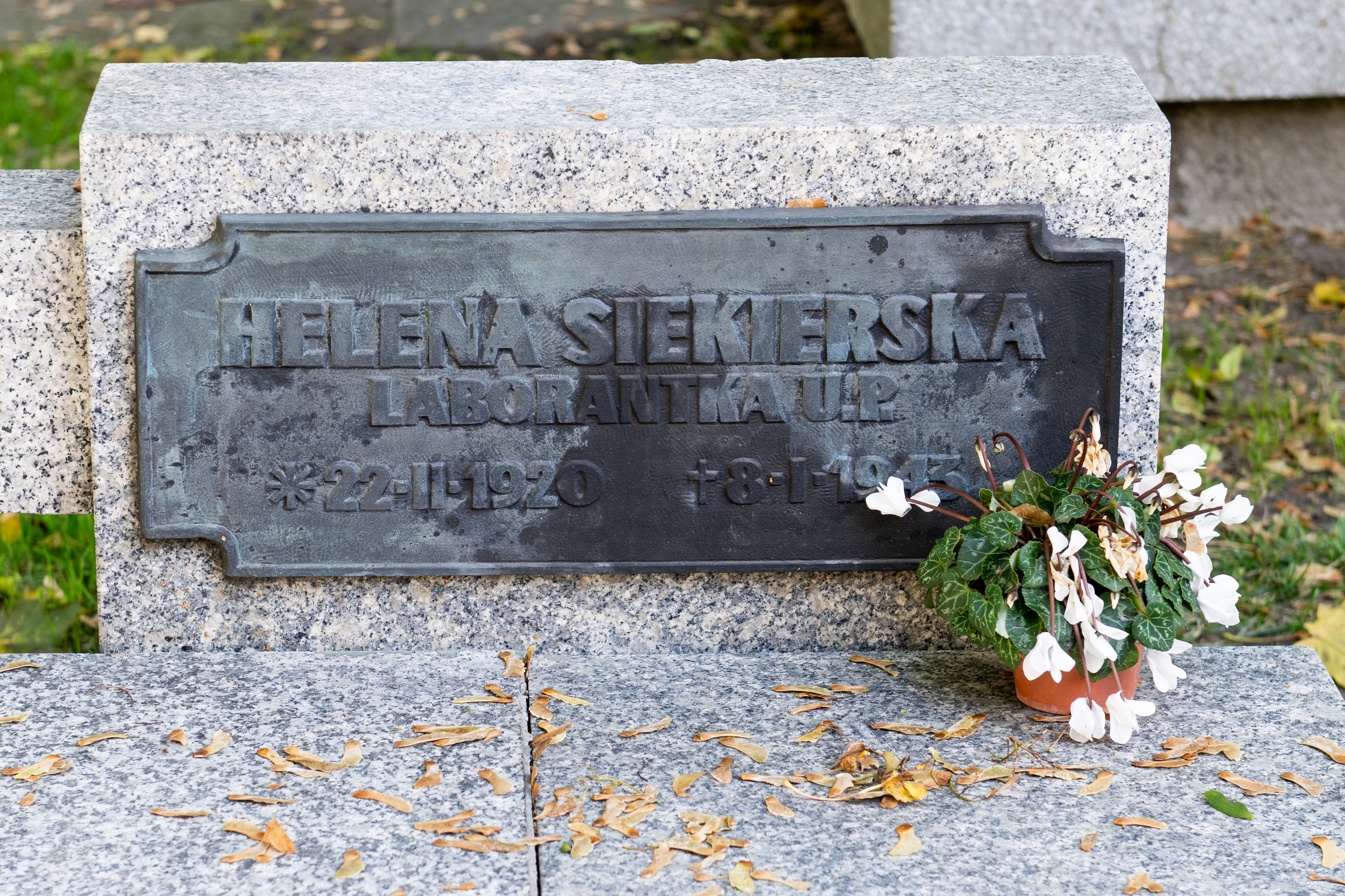
Mogiła Heleny Siekierskiej na cmentarzu Bohaterów Polskich w Poznaniu

Helena Siekierska zamieszkała w Poznaniu, gdzie była harcerką Chorągwi Wielkopolskiej OH. W 1939 zdała egzamin wstępny na Wydział Lekarski Uniwersytetu Poznańskiego. Pracowała podczas okupacji jako laborantka Zakładu Mikrobiologii Lekarskiej i była jedyną Polką na ówczesnym niemieckim uniwersytecie w Poznaniu. Od jesieni 1939 w konspiracji, a 15 czerwca 1940 została zaprzysiężona. Łączniczka Związku Odwetu Okręgu ZWZ-AK Poznań w grupie dr. Franciszka Witaszka. Wykradała dla potrzeb organizacji szczepionki i surowice przekazując je za pośrednictwem znajomych lekarzy do ośrodka konspiracyjnego w Gdańsku, Lublinie, Łodzi i Warszawie. Aresztowana 15 maja 1942 i przez 2 tygodnie poddawana torturom w śledztwie prowadzonym w siedzibie poznańskiego gestapo w byłym Domu Żołnierza. Przez ponad pół roku więziona w Forcie VII w celi 17. Powieszona w zbiorowej egzekucji członków grupy, a jej zwłoki zgilotynowano w więzieniu przy ul. Młyńskiej. Głowa Siekierskiej została pochowana na Cmentarzu Bohaterów Polskich na stokach poznańskiej cytadeli. W tej samej mogile złożone zostały szczątki pozostałych członków grupy Witaszka: Franciszka Witaszka, Henryka Gűnthera oraz Soni Górznej.  

## Ordery i odznaczenia
- Krzyż Srebrny Orderu Virtuti Militari – pośmiertnie[1]